# Saurier (Puy-de-Dôme)
Saurier ist eine französische Gemeinde mit 248 Einwohnern (Stand 1. Januar 2022) im Département Puy-de-Dôme in der Region Auvergne-Rhône-Alpes. Sie gehört zum Arrondissement Issoire und zum Kanton Le Sancy.

## Geographie
Der Ort liegt am rechten Ufer des Flusses Couze Pavin, etwa 25 Kilometer südlich von Clermont-Ferrand und 15 Kilometer westlich von Issoire, knapp außerhalb des Regionalen Naturparks Volcans d’Auvergne.
Nördlich des Ortszentrums erhebt sich der Gipfel Puy de Roche Courbière (874 m), im Südosten der Vulkankegel von Brionnet (927 m).
Nachbargemeinden von Saurier sind Creste im Norden, Saint-Floret im Osten, Courgoule im Süden und Saint-Diéry im Westen.

## Sehenswürdigkeiten
- Kirche Sainte-Radegonde de Saurier (Monument historique)
- Schloss Saurier aus dem 16. bis 18. Jahrhundert (Monument historique)
- Stadttor und mittelalterliche Brücke über die Couze Pavin (Monument historique)
- Salzwasser-Quellen liegen auf linkem Flussufer, oberhalb der mittelalterlichen Brücke.
- Vulkankegel von Brionnet mit der Notre Dame du Mont Carmel, einer auf Basaltsäulen („Orgeln“) erbauten, ursprünglich romanischen Kapelle aus dem 17. und 19. Jahrhundert. Sie enthält eine Madonna mit Kind aus dem 16. Jahrhundert (Monument historique).

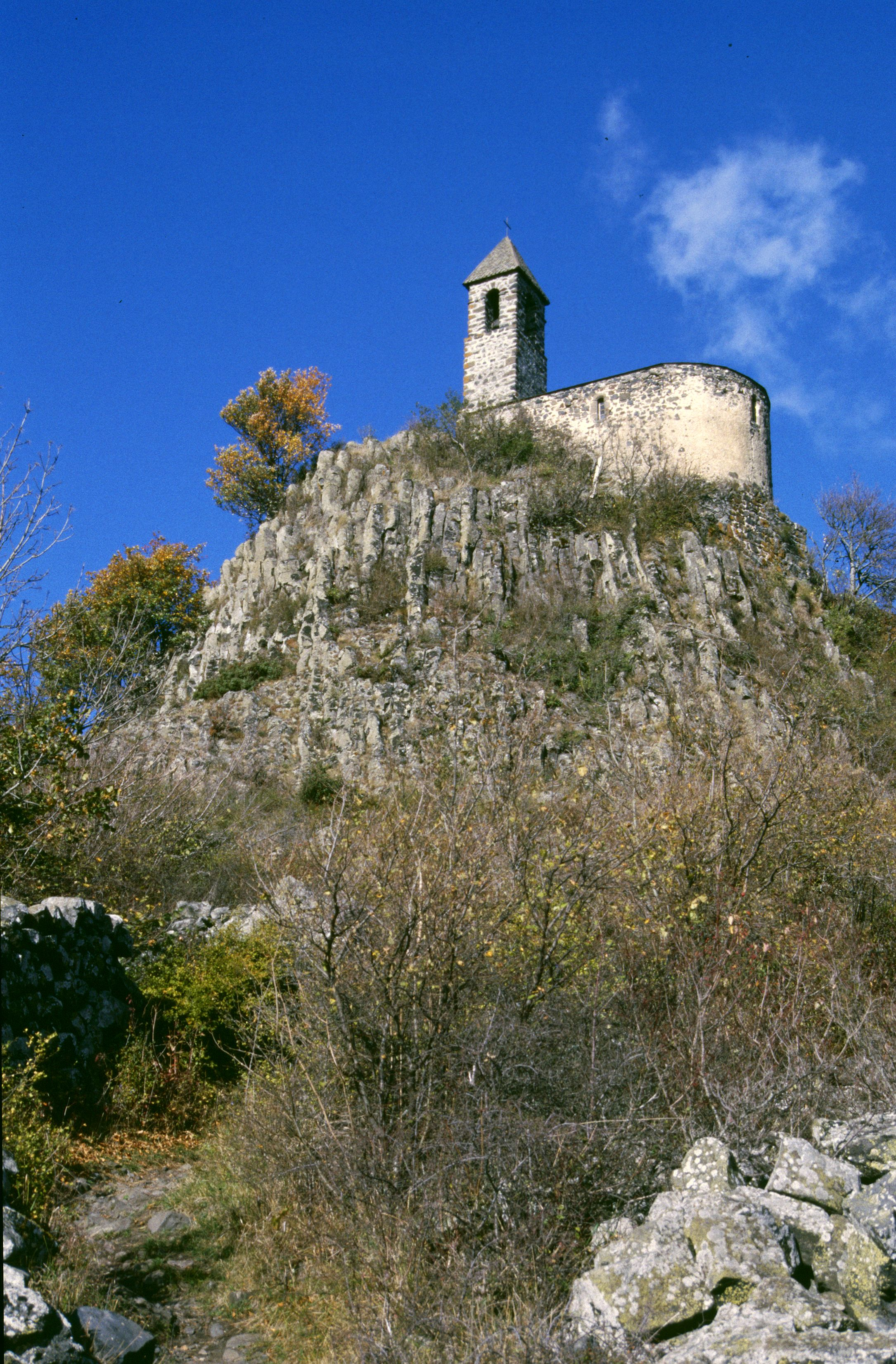
Chapelle de Brionnet